# Tour de l'Ain 2015
El Tour de l'Ain 2015, 27a edició del Tour de l'Ain, es disputà entre l'11 i el 15 d'agost de 2015 sobre un recorregut de 600,1 km repartits quatre etapes més un pròleg inicial. L'inici de la cursa va tenir lloc a Bôrg, mentre el final fou a Lélex-Monts-Jura. La cursa formava part del calendari de l'UCI Europa Tour 2015, amb una categoria 2.1.
El vencedor final fou el francès Alexandre Geniez (FDJ), que s'imposà per 5" al també francès Florian Vachon (Bretagne-Séché Environnement) i per 9" al jove Pierre Latour (AG2R La Mondiale). En les classificacions secundàries Nacer Bouhanni (Cofidis) guanyà els punts, Brice Feillu (Bretagne-Séché Environnement) la muntanya, Latour els joves i l'AG2R La Mondiale la classificació per equips.

## Equips
L'organització convidà a prendre part en la cursa a tres equips World Tour, quatre equips continentals professionals, set equips continentals i dos equips nacionals:
- equips World Tour: AG2R La Mondiale, FDJ, Team LottoNL-Jumbo
- equips continentals professionals: Bretagne-Séché Environnement, Bora-Argon 18, Cofidis, Team Europcar
- equips continentals: Auber 93, Team Marseille 13-KTM, Rabobank Development Team, Roubaix-Lille Métropole, Armée de Terre Cyclisme, Ecuador, Vino 4-Ever
- equips nacionals: França sub-23, Estats Units sub-23

## Etapes
5 etapes.
| Etapa    | Data      | Ciutats d'etapa                   | type                      | Distància (km) | Vencedor de l'etapa | Líder de la general |
| -------- | --------- | --------------------------------- | ------------------------- | -------------- | ------------------- | ------------------- |
| Pròleg   | 11 de ago | Bourg-en-Bresse – Bourg-en-Bresse | contrarellotge individual | 3,8            | Mike Teunissen      | Mike Teunissen      |
| 1a etapa | 12 de ago | La Plaine Tonique – Saint-Vulbas  | etapa plana               | 162            | Nacer Bouhanni      | Nacer Bouhanni      |
| 2a etapa | 13 de ago | Feillens – Pont-de-Vaux           | etapa plana               | 159,7          | Nacer Bouhanni      | Nacer Bouhanni      |
| 3a etapa | 14 de ago | Lagnieu – Bellignat               | etapa de mitja muntanya   | 145,1          | Alexandre Geniez    | Alexandre Geniez    |
| 4a etapa | 15 de ago | Nantua – Lélex                    | etapa de mitja muntanya   | 140,5          | Pierre Latour       | Alexandre Geniez    |

## Classificació final
|    | Ciclista                 | Equip                        | Temps       |
| -- | ------------------------ | ---------------------------- | ----------- |
| 1  | Alexandre Geniez (FRA)   | FDJ                          | 14h 39' 57" |
| 2  | Florian Vachon (FRA)     | Bretagne-Séché Environnement | + 5"        |
| 3  | Pierre Latour (FRA)      | AG2R La Mondiale             | + 9"        |
| 4  | Nans Peters (FRA)        | França sub-23                | + 24"       |
| 5  | Steven Kruijswijk (NED)  | Team LottoNL-Jumbo           | + 24"       |
| 6  | Fabrice Jeandesboz (FRA) | Team Europcar                | + 28"       |
| 7  | Théo Vimpère (FRA)       | Auber 93                     | + 30"       |
| 8  | Sam Oomen (NED)          | Rabobank Development Team    | + 30"       |
| 9  | Patrick Konrad (AUT)     | Bora-Argon 18                | + 33"       |
| 10 | Domenico Pozzovivo (ITA) | AG2R La Mondiale             | + 33"       |

## Evolució de les classificacions
| Etapa | Vencedor         | Classificació general | Classificació de la muntanya | Classificació per punts | Classificació dels joves | Classificació per equips |
| ----- | ---------------- | --------------------- | ---------------------------- | ----------------------- | ------------------------ | ------------------------ |
| Pr    | Mike Teunissen   | Mike Teunissen        | no entregat                  | Mike Teunissen          | Marc Sarreau             | Team LottoNL-Jumbo       |
| 1     | Nacer Bouhanni   | Nacer Bouhanni        | Pierre Gouault               | Mike Teunissen          | Marc Sarreau             | Team LottoNL-Jumbo       |
| 2     | Nacer Bouhanni   | Nacer Bouhanni        | Pierre Gouault               | Nacer Bouhanni          | Marc Sarreau             | Team LottoNL-Jumbo       |
| 3     | Alexandre Geniez | Alexandre Geniez      | Julien El Fares              | Nacer Bouhanni          | Pierre Latour            | Ag2r La Mondiale         |
| 4     | Pierre Latour    | Alexandre Geniez      | Brice Feillu                 | Nacer Bouhanni          | Pierre Latour            | Ag2r La Mondiale         |
| Final | Final            | Alexandre Geniez      | Brice Feillu                 | Nacer Bouhanni          | Pierre Latour            | Ag2r La Mondiale         |